# کالی گنگا
کالی گنگا (به هندی: Kali Ganga) فیلمی محصول سال ۱۹۹۰ و به کارگردانی راج ان. سیپی است. در این فیلم بازیگرانی همچون گوویندا، دیمپل کاپادیا، آنورادا پاتل، سورش اوبروی، پریم چوپرا، گلشن گروور ایفای نقش کرده‌اند.